# The Song of the Shirt
The Song of the Shirt er en amerikansk stumfilm fra 1908 af D. W. Griffith.

## Medvirkende
- Linda Arvidson
- George Gebhardt
- Robert Harron
- Arthur V. Johnson
- Florence Lawrence